# Окрошидзе, Юрий Александрович
Юрий Александрович Окрошидзе (23 августа 1970, Ленинград, СССР) — советский и российский футболист, вратарь и тренер.

## Биография
Воспитанник ленинградского футбола, первые десять лет отыграл в местном «Зените». Затем выступал за «Сокол», «Рубин», ЦСКА, «Уралан», СКА (Ростов-на-Дону). Мастер спорта СССР (1987).
С февраля 2007 по 2013 работал тренером вратарей дубля «Зенита».
В 2008 году вместе с некоторыми другими бывшими футболистами «Зенита» принимал участие в X турнире по футболу в зале среди любителей «Лига Чайников» в составе команды «Стэнли».

## Достижения
- Чемпион мира среди юношей до 16 лет: 1987
- Серебряный призёр чемпионата Европы для юношей до 16 лет: 1987
- Лучший вратарь первой лиги: 1994[4]
- Член Клуба Леонида Иванова (48 сухих матчей за «Зенит»)[5].